# Ibeju-Lekki
Ibeju-Lekki è una delle venti aree a governo locale (local government areas) in cui è suddiviso lo stato di Lagos, nella Repubblica Federale della Nigeria. Si estende su una superficie di 455 km² e conta una popolazione di 117.481 abitanti.